# Säpptjärnen
Säpptjärnen är en sjö i Leksands kommun i Dalarna och ingår i Dalälvens huvudavrinningsområde. Sjön har en area på 0,0568 kvadratkilometer och ligger 261,5 meter över havet. Sjön avvattnas av vattendraget Faluån (Säpptjärnsån).

## Delavrinningsområde
Säpptjärnen ingår i det delavrinningsområde (674344-147070) som SMHI kallar för Inloppet i Löttjärnen. Medelhöjden är 299 meter över havet och ytan är 11,26 kvadratkilometer. Räknas de 4 avrinningsområdena uppströms in blir den ackumulerade arean 42,86 kvadratkilometer. Faluån (Säpptjärnsån) som avvattnar avrinningsområdet har biflödesordning 3, vilket innebär att vattnet flödar genom totalt 3 vattendrag innan det når havet efter 258 kilometer. Avrinningsområdet består mestadels av skog (90 procent). Avrinningsområdet har 0,27 kvadratkilometer vattenytor vilket ger det en sjöprocent på 2,4 procent.